# 彼得·帕克 (山姆·雷米系列)
彼得·班傑明·帕克（英語：Peter Benjamin Parker），秘密身份為蜘蛛人（英語：Spider-Man），是山姆·雷米《蜘蛛人》系列中的虛構角色，改編自史丹·李和史蒂夫·迪特科共同創作的漫威漫畫旗下角色蜘蛛人，由陶比·麥奎爾飾演。
彼得·帕克首次登場於2002年電影《蜘蛛人》。山姆·雷米執導的《蜘蛛人三部曲》講述了彼得從高中到大學的成長過程，以及他與童年好友哈利·奧斯朋和暗戀對象、後來的女友瑪莉·珍·華生之間的關係。
2021年，麥奎爾透過穿越多元宇宙的設定於漫威電影宇宙（MCU）系列電影《蜘蛛人：無家日》回歸飾演彼得·帕克／蜘蛛人。片中同時出現另外兩名繼任蜘蛛人，包括驚奇再起系列的彼得·帕克／蜘蛛人（由安德魯·加菲爾德飾演）以及漫威電影宇宙的彼得·帕克／蜘蛛人（由湯姆·霍蘭德飾演）。為了區別，麥奎爾的彼得·帕克在電影中被暱稱為「彼得二號」。漫威官方網站列作「友善好鄰居蜘蛛人」；劇本列作「雷米宇宙彼得」以及「雷米宇宙蜘蛛人」。

## 角色發展
2000年7月，陶比·麥奎爾成為飾演彼得·帕克的人選。山姆·雷米在看過《心塵往事》（1999年）後認定麥奎爾是該角色的主要人選。索尼最初的人選為李奧納多·狄卡皮歐、小弗雷迪·普林茲、裘德·洛、克里斯·歐唐納、克里斯·克萊因、韋斯·本特利和希斯·萊傑。由於麥奎爾在拍攝《奔騰年代》（2003年）期間背部受傷，傑克·葛倫霍曾被考慮取代他成為《蜘蛛人2》（2004年）的主演，而後來葛倫霍在《蜘蛛人：離家日》（2019年）中飾演神秘法師。由於《蜘蛛人》（2002年）的成功，麥奎爾因片酬問題與哥倫比亞影業發生爭執，而他也差點被製片公司開除。
2007年，《蜘蛛人3》上映並取得票房成功後，山姆·雷米對他計劃中的《蜘蛛人4》的劇本感到不滿，最終離開了該項目。《蜘蛛人4》預定上映日期為2011年5月。2010年1月，索尼正式宣佈以新的主演們和製作人員重啟《蜘蛛人》系列電影。

## 獎項
| 年份 | 電影               | 獎項         | 類別           | 結果 | 來源          |
| ---- | ------------------ | ------------ | -------------- | ---- | ------------- |
| 2003 | 《蜘蛛人》         | MTV電影大獎  | 最佳電影演員   | 提名 | [ 14 ]        |
| 2003 | 《蜘蛛人》         | MTV電影大獎  | 最佳接吻       | 獲獎 | [ 14 ]        |
| 2003 | 《蜘蛛人》         | MTV電影大獎  | 最佳打鬥       | 提名 | [ 14 ]        |
| 2003 | 《蜘蛛人》         | 土星獎       | 最佳電影男主角 | 提名 | [ 15 ]        |
| 2005 | 《蜘蛛人2》        | 帝國獎       | 最佳男主角     | 提名 | [ 5 ]         |
| 2005 | 《蜘蛛人2》        | 土星獎       | 最佳電影男主角 | 獲獎 | [ 16 ]        |
| 2007 | 《蜘蛛人3》        | 全國電影大獎 | 最佳男主角     | 提名 | [ 17 ] [ 18 ] |
| 2022 | 《蜘蛛人：無家日》 | MTV影視大獎  | 最佳搭檔       | 提名 | [ 19 ]        |

## 備註
1. ↑  與克絲汀·鄧斯特共同獲提名。
2. ↑  與威廉·達佛共同獲提名。
3. ↑  與湯姆·霍蘭德和安德魯·加菲爾德共同獲提名。

## 外部連結
- 蜘蛛人 （页面存档备份，存于） 漫威電影宇宙維基百科
- 蜘蛛人 （页面存档备份，存于） Marvel.com